# Drumstel
Een drumstel of drums is een verzameling slagwerkinstrumenten die door een enkele drummer bespeeld wordt.

## Opbouw
De basisopstelling van een drumstel bestaat uit een aantal trommels en een aantal bekkens:
- bassdrum
- snaredrum
- high tom, mid tom en low tom
- floor tom
- hi-hat
- bekkens (cymbals)

De opstelling wordt veelal onderverdeeld naar het aantal trommels, dus zonder de bekkens. Daarnaast kan gebruikgemaakt worden van andere slaginstrumenten zoals koebellen, woodblocks, triangels, buisklokken of tamboerijnen.
Het hart van een drumstel bestaat uit de bassdrum, de snaredrum en de hi-hat. De bassdrum wordt met een basspedaal bediend en geeft de lage klanken. Onder het ondervel van de snaredrum is een matje met metalen snaren gespannen. Hierdoor maakt de snaredrum of snare een fel en scherp geluid. Een hi-hat is een combinatie van twee bekkens en een pedaal, gemonteerd op een metalen standaard. Door het bespelen van het bovenste bekken met stokken of brushes, terwijl de druk op het pedaal wordt gevarieerd, ontstaan verschillende klankeffecten; het karakteristieke tsssj-geluid van de hi-hat.
Bij bekkens bestaat er een onderscheid tussen afslagbekkens (crash cymbals) en ritmebekkens (ride cymbals). Daarnaast bestaan er specifieke bekkens als de splash (klein afslagbekken met een hoge klank) en de china (een speciaal gevormd afslagbekken met een korte en robuuste klank).
Een conventionele driedelige set bestaat uit een bassdrum, een snaredrum, een hangende tom, een hi-hat en een hangend bekken. Een vierdelige set heeft daarnaast nog een tom, een hangende dan wel een staande. De hangende tom komt soms in de plaats van het bekken, maar er kan ook een bekken bijgeplaatst worden, zodat er een afslagbekken en een ritmebekken is. Bij een vijfdelige set is er een derde tom.

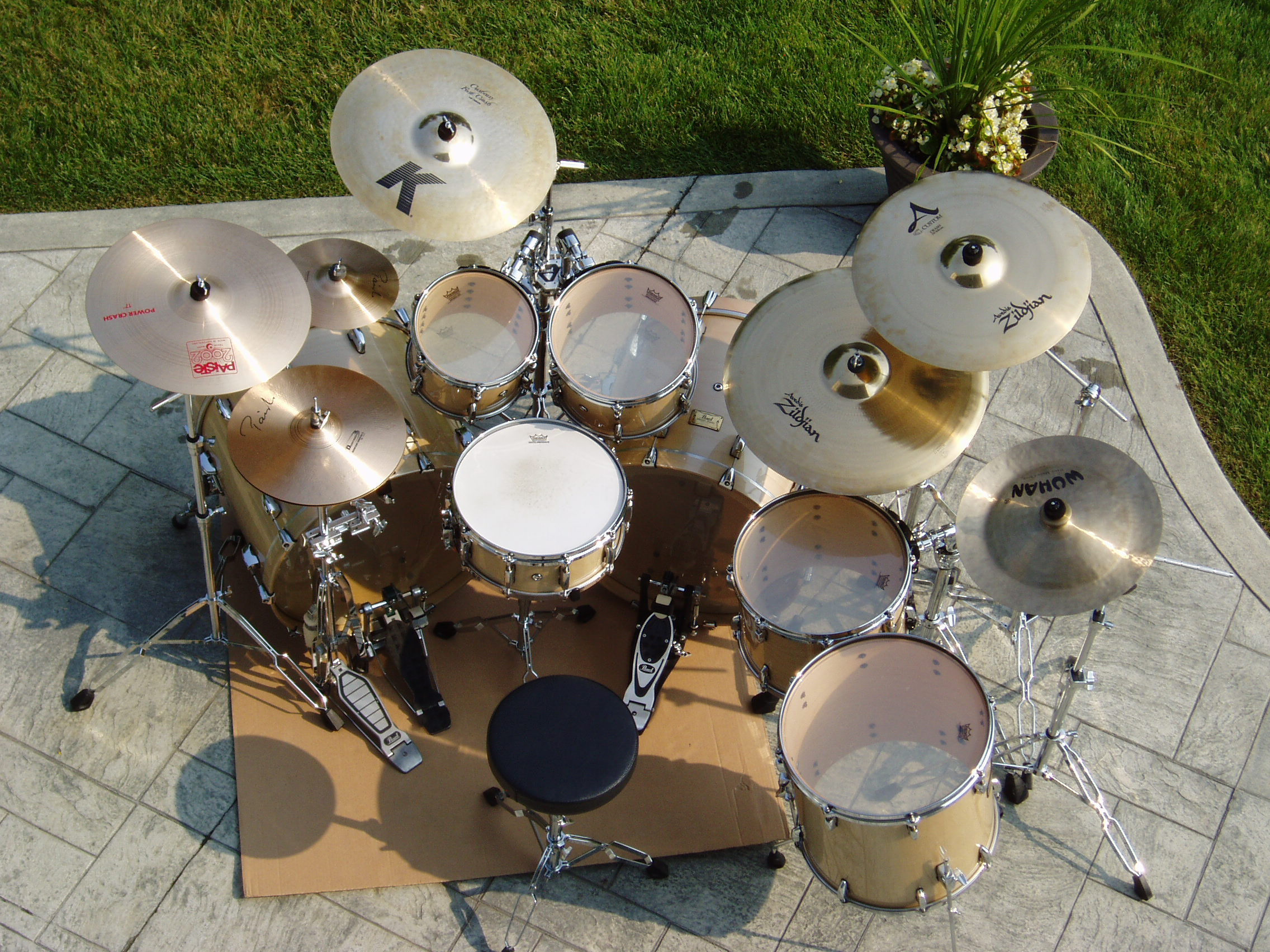
Uitgebreid drumstel (Pearl Masters Studio BRX)

De vellen van alle trommels worden dusdanig gespannen, dat het geluid van iedere trom op elkaar is afgestemd. Trommels produceren geen regelmatige geluidstrillingen met een toonhoogte, maar een ruis en daarmee een klank.
De drummer bespeelt het drumstel met drumstokken of brushes. De stokken geven een hard geluid, de brushes geven een zacht en wat waterig geluid. Kenmerk van een drummer is dat deze handen en voeten onafhankelijk van elkaar beweegt in een bepaald ritme zonder de maat te verliezen.
Sommige drummers maken gebruik van twee bassdrums; meestal zijn deze niet gelijk qua diepte en omtrek. Soms gebruikt een drummer een dubbel-bass-drumpedaal. Hiermee wordt het effect van een dubbele bassdrum bereikt, zonder dat er twee bassdrums staan opgesteld. Verder gebruiken sommige drummers meerdere hi-hats, toms en snaredrums. Het geluid van een drumstel wordt voornamelijk bepaald door de bekkens, snaredrum en bassdrum. Omdat bekkens en snaredrum makkelijk mee te nemen zijn, neemt de drummer die meestal zelf mee naar de repetitieruimte of het podium op als er een 'backline' drumstel staat. De meeste drummers nemen ook vaak hun eigen hardware mee. Voornamelijk het bassdrumpedaal (of dubbel bassdrumpedaal).

## Geschiedenis

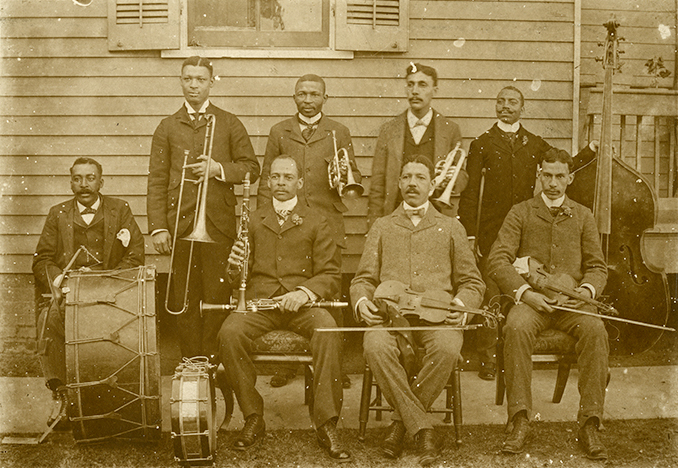
Het John Robichaux Orchestra in 1896 met Dee Dee Chandler geheel links met bassdrum met basspedaal

New Orleans was het centrum waar Afro-Amerikaanse muziek zich in brassbands vermengde met Europese militaire muziek en westerse muziekinstrumenten en daarbij zowel nieuwe muziekvormen zoals ragtime, dixieland en uiteindelijk jazz voortbrachten, als nieuwe muziekinstrumenten. De oude Afrikaanse muziek was beïnvloed door het verbod op instrumenten waarmee mogelijk opgeroepen kon worden tot verzet, zoals de Negro Act die was ingevoerd in South Carolina na de Stono-opstand in 1739. Ritmes werden daarna gespeeld met alternatieve instrumenten en het lichaam zelf. Afrikaanse ritmes die in de zuidelijke staten verloren gingen, zouden later via de Caraïben en Latijns-Amerika weer terugkeren. Na de Amerikaanse Burgeroorlog vormden veel zwarte musici bands met instrumenten die overgebleven waren uit de oorlog. In de begrafenisbands die speelden bij wat later bekend werd als jazzbegrafenissen waren er aparte musici voor de kleine trom, nu beter bekend als de snaredrum, de grote trom of bassdrum en andere percussie-instrumenten zoals bekkens en xylofoons.
Naarmate deze bands meer binnen op gingen treden, werd een kleinere bezetting gewenst. Zo werden de bassdrum en de snaredrum wel door een persoon bespeeld in wat double-drumming werd genoemd. Hierbij werden beide handen gebruikt, wat de mogelijkheden beperkte. De ontwikkeling van het basspedaal waarbij zowel met handen als voeten gespeeld kon worden, betekende een belangrijke uitbreiding van die mogelijkheden.
In 1886 bespeelde Simon Davis al een basspedaal. Een jaar later verkreeg George Olney uit Saint Louis een octrooi op een basspedaal dat zowel bassdrum als bekken bespeelde. De bassdrum fungeerde daarna steeds meer als ophangpunt of contraption, kortweg trap, voor een verscheidenheid aan percussie-instrumenten. Edward "Dee Dee" Chandler ontwierp in 1894 of 1895 een basspedaal waarbij de klopper aan de onderzijde verbonden was met het pedaal en aan de bovenzijde aan de bovenrand van de bassdrum. Chandler speelde in het orkest van John Robichaux en met deze vinding kwamen zijn handen vrij om een trap drum te bespelen, waarmee het drumstel, aanvankelijk trap set genoemd, geboren was.

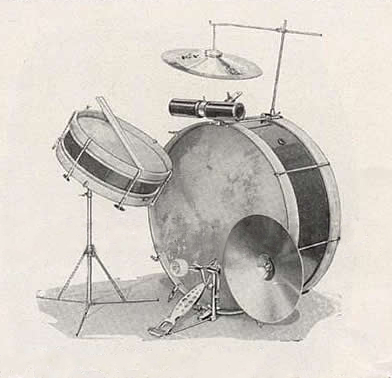
Drumstel van Ludwig & Ludwig uit 1918

Anderen volgden met verbeterde modellen van het basspedaal, waaronder Sonor in 1900, maar de uitvoering bleef rudimentair. Dat gold ook voor het pedaal van Leedy dat op dat moment als een van de beste beschouwd werd. William F. Ludwig met zijn broer Theo waren drummers en vertegenwoordigden daarnaast Leedy. William ontwierp een bruikbaar model dat in 1909 op de markt werd gebracht door Ludwig & Ludwig.
De snaredrum werd bij marsmuziek vanouds gespeeld met traditional grip, met een hand onderhands en de andere bovenhands. Deze grip volgde uit de trommel die scheef hangt om het lopen mogelijk te maken. Bij jazzdrummen, met zijn invloeden uit de marsmuziek, bleef de traditional grip in gebruik, maar met de horizontale snaredrum was deze grip niet meer noodzakelijk en in andere muziekvormen kwam de matched grip met beide handen bovenhands steeds meer op.
In deze tijd waren de mogelijkheden van geluidsversterking nog beperkt, waarmee de drums de andere instrumenten al snel konden overstemmen. Rond 1912 werden mede om deze reden brushes ontwikkeld. Het drumstel zelf werd daarbij steeds uitgebreider.

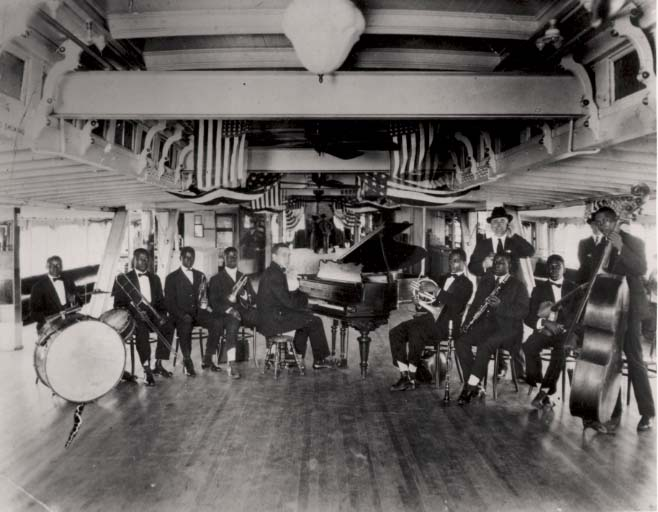
De band van Fate Marable aan boord van de Sidney in 1918 of 1919 met geheel links Baby Dodds en Louis Armstrong links achter de piano zittende Marable

Het nieuwe drumstel vroeg om nieuwe technieken die zich ontwikkelden in interactie met de ontwikkeling van jazz. Een van de belangrijkste vroege drummers was Baby Dodds die onder meer met Louis Armstrong speelde. Dodds speelde de beat met de bassdrum terwijl hij roffels uitvoerde op de snaredrum. Dodds wist het woodblock te elimineren door de rand van de drum te gebruiken en begon rond 1919 de bekkens te bespelen met zijn stokken. William Ludwig zag Dodds spelen op een rivierboot en zag hem stampen met zijn linkervoet en maakte daarop een met de voet bespeelbaar bekken voor hem. De lage Ludwig snowshoe werd ook wel sock cymbal of charlestonpedaal genoemd. Dodds zelf beviel het echter niet en hij speelde er niet mee. Rond 1928 bestond het drumstel van Dodds uit een snaredrum, een Chinese tack head tomtom en een bass drum van Ludwig, een jazzbekken en een Chinees crashbekken van Zildjian, twee cowbells en een woodblock.
Na de sock cymbal kwam Walberg and Auge in 1925 met de low boy of low hat. Kort daarna kwamen ze met een verhoogde versie, de hihat. Vooral onder invloed van Jo Jones verschoof het ritme van de bassdrum daarna naar de hihat.

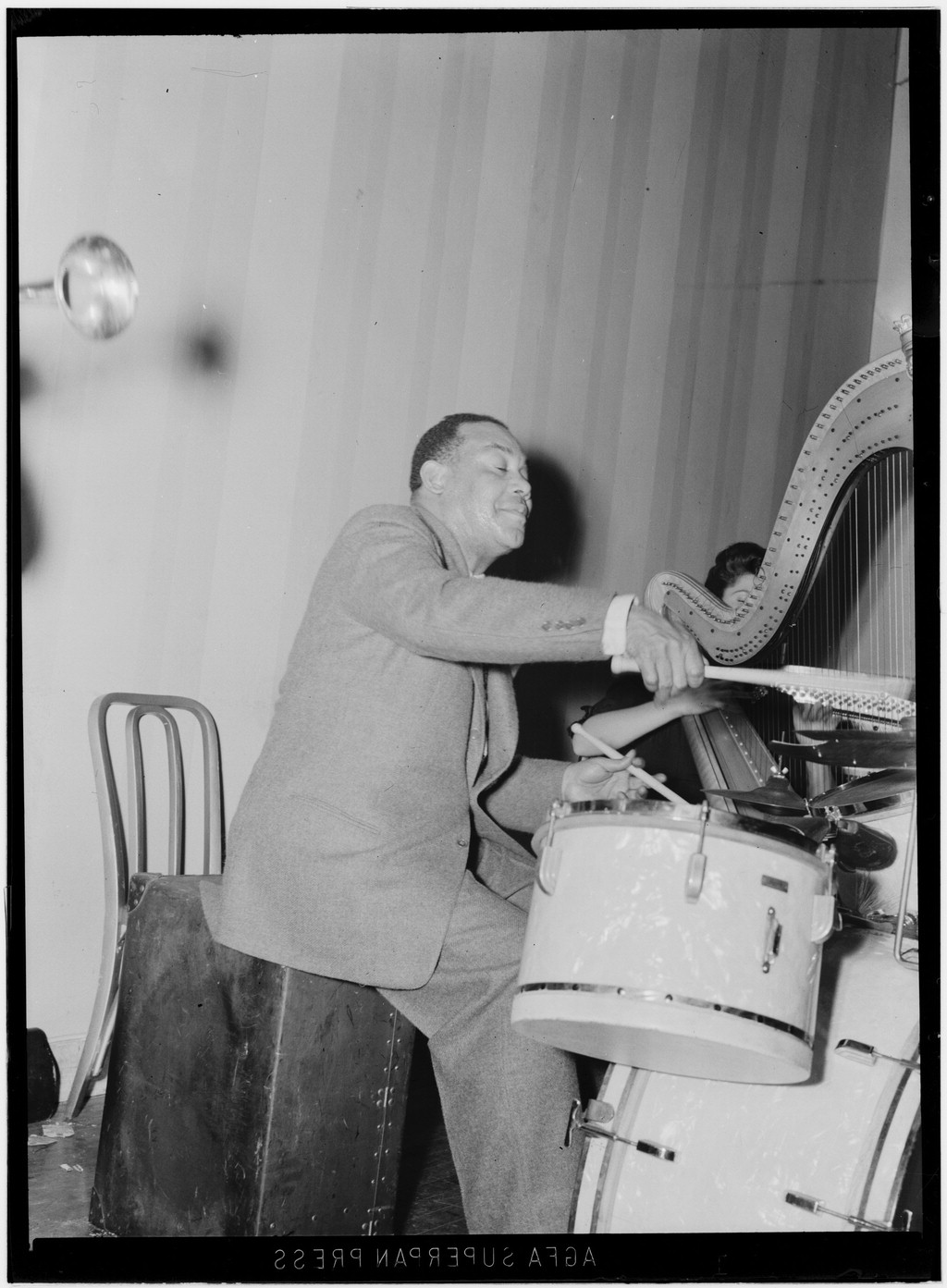
Zutty Singleton in 1939

Andere invloedrijke vroege drummers waren Zutty Singleton en Chick Webb.
Victor bracht in 1917 de eerste jazzplaat uit, Livery Stable Blues van de Original Dixieland Jass Band, met op de B-kant Dixieland Jass Band One-Step. Dit waren nog akoestische opnames, direct vanuit de hoorn op de plaat of wasrol. Het nummer werd opgenomen door Charles Sooy en gewend als hij was aan het opnemen van opera, moest Sooy drummer Tony Sbarbaro ver naar achteren plaatsen om overbelasting te voorkomen. Kort daarna volgden opnames van de Louisiana Five van drummer Anton Lada. Opnames van deze tijd laten dus minder drums en blazers horen dan tijdens live-optredens.

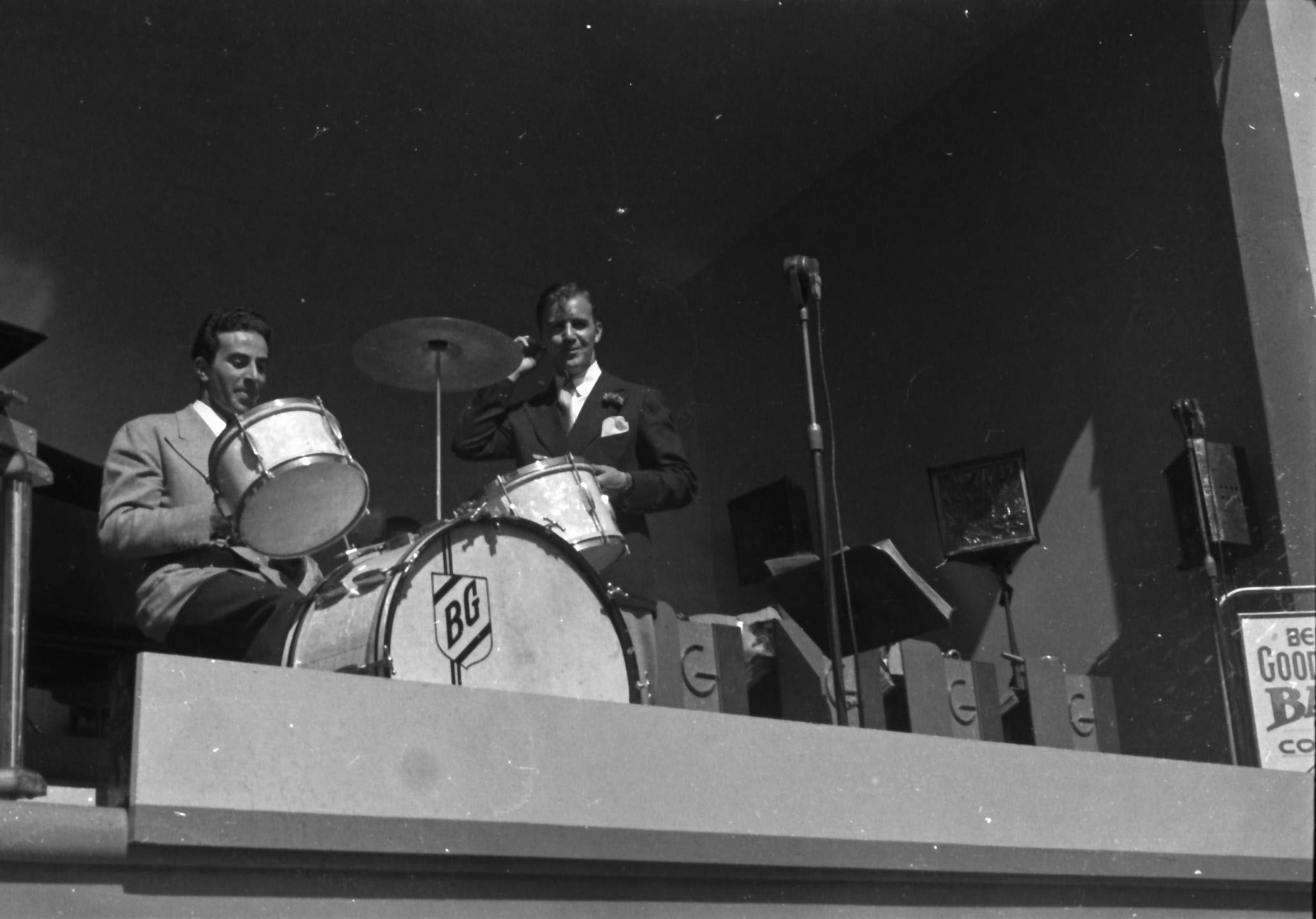
Gene Krupa en Benny Goodman rond 1939

Drummer Art Hickman was bandleider van een van de eerste bigbands. Deze speelden meestal jazz, wat zich in de jaren 1930 ontwikkelde tot swing waarbij het drumstel een centrale plaats innam. Met de contrabas begonnen de drums de ritmesectie te vormen, gestimuleerd door sterke bassisten als Jimmy Blanton en Walter Page. De ritmesectie van Page met drummer Jo Jones, gitarist Freddie Green en pianist Count Basie vormde een belangrijke invloed op latere ritmesecties in de jazz.
Drummer Gene Krupa was in 1927 een van de eerste die een bassdrum inspeelde op plaat. Geluidstechnicus Tommy Rockwell van OKeh vreesde dat deze te luid was om een goede opname te kunnen maken, maar dit viel uiteindelijk mee. De ontwikkeling van de microfoon en andere technieken had het mogelijk gemaakt om platen elektrisch op te nemen. De nieuwe opnametechniek had een breder frequentiespectrum en kon zowel subtielere als luidere geluiden oppikken.
Waar de tack heads nog niet te stemmen waren, maakte Slingerland op verzoek van Krupa tomtoms met stembare drumvellen. Tot dan stond de drummer in dienst van de band, maar met Krupa werd hij ook een solist. Op Sing, Sing, Sing (With a Swing) van Benny Goodman speelde Krupa in 1937 de eerste lange drumsolo die op plaat kwam.
Buddy Rich begon op zeer jonge leeftijd met drummen, maar 1937 was het begin van zijn jazzcarrière. Hij zou uitgroeien tot een zeer invloedrijke drummer, waarvan Krupa gezegd zou hebben “the greatest drummer ever to have drawn breath”.
Louie Bellson begon in 1946 met het gebruik van dubbele bassdrum toen hij terugkeerde bij Ted Fio Rito. Gretsch bouwde deze naar een idee dat Bellson in 1938 op vijftienjarige leeftijd opdeed. Ook bij Duke Ellington speelde Bellson met dubbele bass. In de jazz vond de dubbele bass ingang bij drummers als Ray McKinley en Ed Shaughnessy. Ginger Baker en Keith Moon zagen in 1966 Sam Woodyard met een dubbele bassdrum spelen tijdens een concert van Duke Ellington en begonnen daarna zelf met deze opzet, Baker in Cream en Moon in The Who. De dubbele bass zou daarna een belangrijk onderdeel van de heavy metal worden. Steve Wacholz van Savatage gebruikte zelfs een driedubbele bass.
In de jaren 1940 ontstond een beweging weg van de dansmuziek en kwam de nadruk te liggen op luistermuziek. In deze bebop was het dansritme niet meer leidend en kon zowel hoger als lager liggen. Bij de drums verschoof vooral onder invloed van Kenny Clarke de nadruk naar het ridebekken, terwijl Clarke de bassdrum gebruikte voor onregelmatige accenten (dropping bombs). Een andere belangrijke drummer uit deze periode was Max Roach. De nieuwe drumstijl maakte meer call-and-response mogelijk. Cooljazz en het gerelateerde westcoast-jazz waren een reactie op het steeds complexere bebop. Het drumstel kon bij deze eenvoudigere stijlen kleiner worden en kreeg intrekbare spurs. Halverwege de jaren 1950 kwam hardbop op, wat meer emotie in de muziek bracht dan cooljazz. Max Roach legde zich hierop toe en ook Art Blakey was belangrijk in dit genre waarin drummers weer meer de rol van solist kregen.

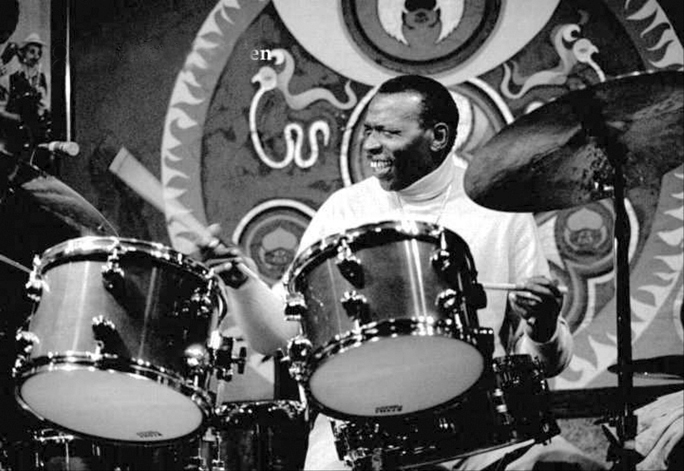
Elvin Jones in 1980

Afro-Cubaanse jazz ontstond begin jaren 1940 met Mario Bauzá en Machito als grondleggers. In 1946 nam Stan Kenton als eerbetoon het nummer Machito op en Dizzy Gillespie trad in 1947 op met Chano Pozo, de percussionist van Machito. Zo ontwikkelde zich latin jazz waarbij voor de drummer de nadruk lag op de downbeat en niet op de tot dan gebruikelijke upbeat. Latin-invloeden zouden daarna een belangrijke rol blijven spelen in jazz. Steeds meer drummers gebruikten alle vier de ledematen voor solowerk. Elvin Jones werd bekend vanwege zijn polyritmische spel waarbij de verschillende instrumenten onafhankelijk van elkaar bespeeld leken te worden. Jones gaf aan dat die onafhankelijkheid slechts schijnbaar was, in werkelijkheid is coördinatie essentieel. Jones was met Tony Williams grotendeels verantwoordelijk voor een nieuwe richting in jazzdrummen. Ook Roy Haynes speelde veel polyritmisch en bij hem werd het ridebekken het centrale instrument.
Tot deze periode werden drumvellen nog steeds van dierenhuid gemaakt. Deze krompen en zetten uit met temperatuursverschillen en waren gevoelig voor vocht. Met de ontwikkeling van de polyester film bracht Marion "Chick" Evans in 1956 onder Evans Drumheads de eerste synthetische drumvellen op de markt, een jaar later gevolgd door drummer Remo Belli die met zijn bedrijf Remo drumvellen van mylar maakte.
De backbeat wordt al sinds de begindagen van de jazz gebruikt, zoals in Chicago-style dixieland, maar dit was slechts in delen van nummers. De backbeat zou gebaseerd zijn op een vergelijkbare techniek van bassisten, de slapping bass. Daarbij wordt de downbeat gespeeld en worden tijdens de upbeat de snaren tegen de toets van de contrabas geslagen.

De backbeat werd echter aanvankelijk als te overheersend beschouwd om het gedurende een heel nummer te gebruiken. Back Beat Boogie uit 1939 van Harry James was een aanzet daartoe en in de jaren 1940 werd in rhythm-and-blues – toen nog race music geheten – de backbeat in toenemende mate gebruikt. In 1945 werd Who Threw the Whiskey in the Well van Lucky Millinder met Wynonie Harris op zang een hit waarbij de backbeat met een handklap uit werd gevoerd. Millinder gebruikte dit daarna ook in There's Good Blues Tonight en Shorty's Got to Go en in 1948 bracht Harris Good Rockin' Tonight uit met een backbeat met handklap en ook drums van Clarence "Bobby" Donaldson. Jimmy Preston met Rock the Joint uit 1949 met Eddie Winters op drums, Fats Domino met The Fat Man uit 1950 met Earl Palmer op drums en Jackie Brenston met Rocket 88 uit 1951 met Willie Sims op drums zijn andere vroege voorbeelden. Dat laatste nummer wordt wel genoemd als eerste rock-'n-roll-nummer. De backbeat werd daarna de basis van populaire muziek.

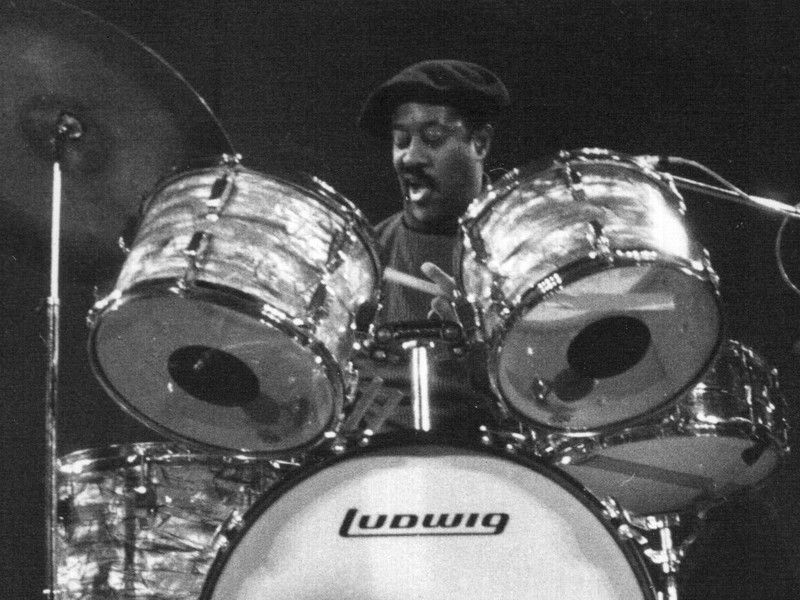
Fred Below in 1975

Fred Below droeg met zijn backbeat belangrijk bij aan de ontwikkeling van het ritme van de Chicago blues. Daarnaast was hij een belangrijke vroege rockdrummer. Vroege rock ontstond onder invloed van onder meer countrymuziek en rhythm-and-blues en dit was dan ook van invloed op de stijl van het rockdrummen. De drummers van deze muziekstijlen namen nieuwe technieken over van de belangrijke jazzdrummers en zo zijn in veel vroege rocknummers als Topsy II van Cozy Cole – zelf een jazzdrummer – en Teen Beat van Sandy Nelson drumpatronen te horen die Krupa twintig jaar eerder populair had gemaakt. De drums van Ron Wilson op Wipe Out van The Surfaris maakten het een van meest onderscheidende instrumentale liedjes uit die periode.

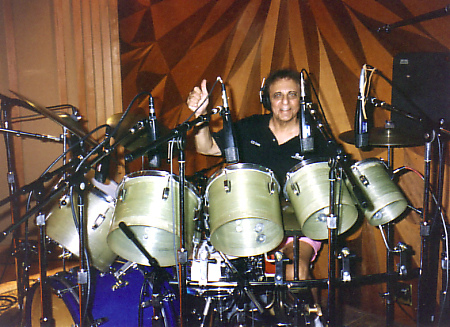
Hal Blaine in 2008

Tot dan was de vierdelige set in alle verschillende muziekstijlen de standaard, maar veel rockdrummers voegden hier een tom aan toe en Hal Blaine begon gebruik te maken van multi-toms. Het drumstel werd hierna zwaarder uitgevoerd vanwege de ruigere manier van bespelen en de vijfdelige set was rond 1970 de nieuwe standaard. Cowbells en woodblocks maakten hier geen standaardonderdeel meer van uit.
Na enkele jaren dominantie door The Beatles werd rock eind jaren 1960 zeer gevarieerd. Terwijl rockdrummen nog weleens als simpeler werd gezien dan jazzdrummen, brachten oorspronkelijke jazzdrummers als Benny Benjamin en Bernard Purdie veel meer syncopering naar soul. Met drummer als Bobby Colomby van Blood, Sweat & Tears, Danny Seraphine van Chicago en Billy Cobham van onder meer Dreams ontstond de  mengvorm jazzrock. Er vormde zich ook een steviger vorm van rock waarbij Mitch Mitchell die met Jimi Hendrix speelde en John Bonham van Led Zeppelin invloedrijk zouden zijn.

## Elektronisch drumstel

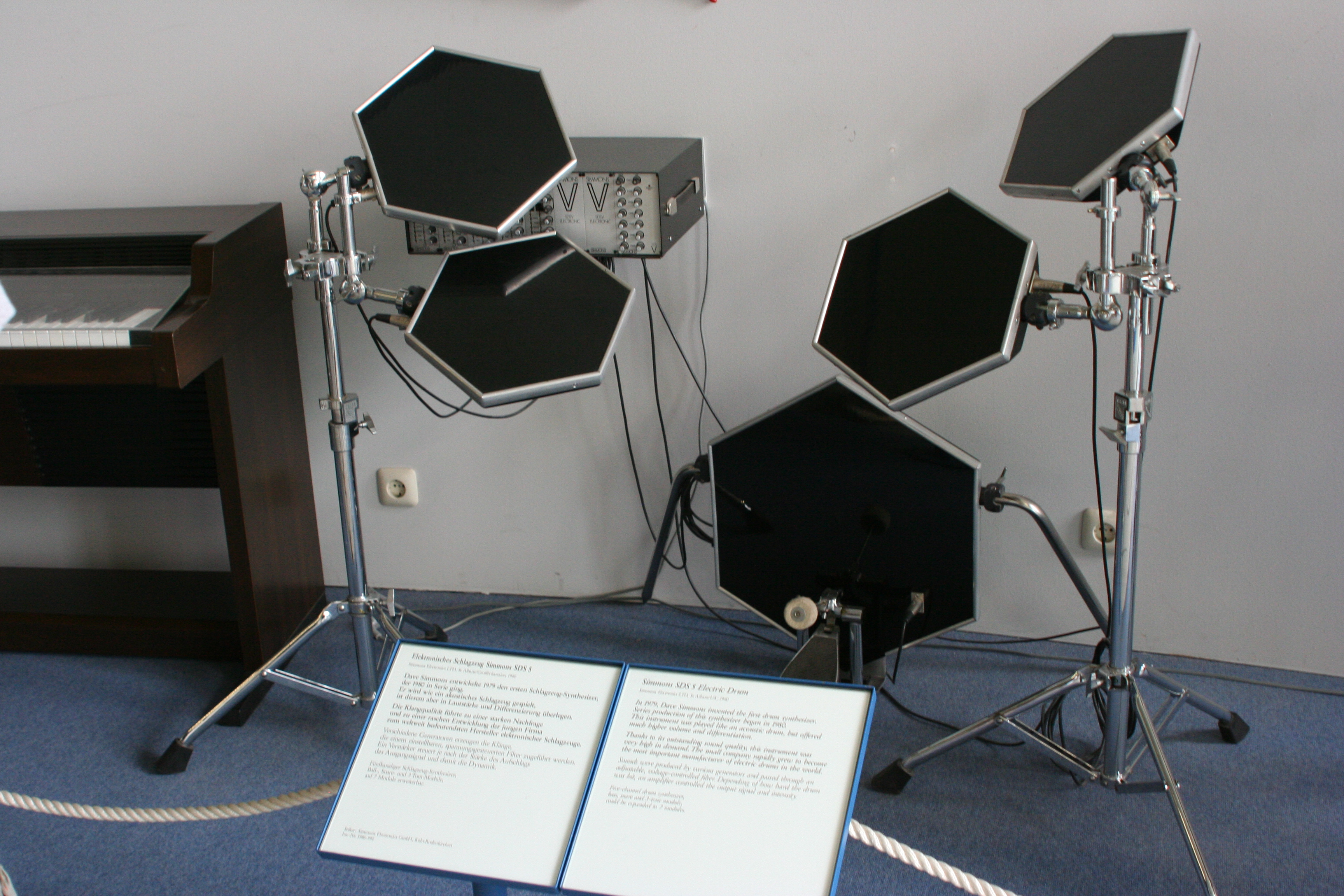
Simmons SDS5 elektronisch drumstel

Bij elektronische drumstellen slaat de drummer op zogenoemde pads. Dit slagvlak bestaat uit rubber of uit muffle-vellen (gaasvellen). In beide gevallen maakt het slagvlak zelf geen geluid.
Onder het slagvlak zitten sensoren, zogenoemde triggers (piëzo-elementen). Deze triggers registreren een stokslag en sturen een elektronische puls naar een drummodule. Dit is een kastje dat de elektrische puls van de trigger omzet in een daadwerkelijk drumgeluid.
De trigger of piëzo (in de drumpad) stuurt een signaal naar de drummodule. Dit kastje zet het signaal direct om naar een drumgeluid of stuurt het via een MIDI- of USB-aansluiting door naar een computer met MIDI-software. Daarna wordt het geluid door de computer, sampler of via een externe geluidskaart afgespeeld. Bij gebruik van software op een computer is het mogelijk te volstaan met slechts enkele MIDI-triggers, in andere gevallen is een drummodule met geïntegreerde drumgeluiden noodzakelijk.

### Voordelen
- Men kan zelf de gewenste geluiden instellen; met een paar drukken op de knop creëert men een compleet ander drumstel.
- Het drumstel is lichter en compacter; dit vergemakkelijkt het vervoer en het opstellen ervan.
- De meeste drummodules hebben MIDI aan boord; hierdoor is het mogelijk om bijvoorbeeld via de computer of via synthesizermodules geluiden te bewerken en op te nemen.
- De vorm en maatvoering van de bekkens en ketels zijn niet meer van belang, een drumstel op schaal 1:18 is mogelijk.
- Doordat het slagwerk elektronisch is en doorgaans een genormaliseerd volume uitstuurt, zal het makkelijker in de mix passen van een opname, liveconcert of oefensessie. Hoge volumes kunnen hiermee worden geëlimineerd.

### Nadelen
- Een drummer die met een band repeteert en optreedt, zal een versterker aan moeten schaffen. Hij zal in elk geval een versterker of koptelefoon nodig hebben om zichzelf te horen.
- Bepaalde (goedkope) versies hebben nogal harde pads. Hierdoor kan er letsel ontstaan aan de gewrichten (armen of polsen). Dit risico is te verkleinen door gebruik van een goede slagtechniek.
- Hoewel een elektronisch drumstel qua geluid op een akoestisch drumstel lijkt, geeft het niet het gevoel van een echt drumstel: de terugslag op een elektronisch drumstel is anders dan bij een akoestisch drumstel.
- Een goed elektronisch drumstel is relatief duur. Dat wil zeggen een snelle trigger en goede module zullen een drumstel ongeveer in dezelfde prijsklasse laten vallen als een goed akoestisch drumstel.

### Triggeren
Het is ook mogelijk om van een akoestisch drumstel een elektronische variant te maken. Dit kan op drie manieren:
1. Op de akoestische trommelvellen plaatst men een losse trigger. Deze trigger sluit men aan op een drummodule. Het akoestische trommelgeluid wordt vervolgens gemixt met een elektronisch geluid. Deze techniek wordt veel toegepast door (grote) bands. Het vergemakkelijkt namelijk het versterken van het drumstel tijdens liveoptredens. Daarbij heeft de drummer op deze manier veel soorten geluiden tot zijn beschikking. Daarnaast blijft de drummer slaan op gewone drumvellen. Voordeel van deze methode is dat het gevoel van de akoestische vellen, waar veel drummers aan verknocht zijn, behouden blijft. Het komt ook het geluid ten goede: doordat de slag op het drumstel eerst elektronisch verwerkt wordt, komt uit de versterkers altijd hetzelfde geluid. Dit levert een consistenter drumgeluid op dan wanneer geen triggers gebruikt worden. Het geluid van de drums is dus niet meer afhankelijk van hoe hard er op de drums geslagen wordt
2. Op de akoestische trommel wordt een muffle-vel (gaasvel) geplaatst. Dit soort vellen maakt zelf geen geluid. Op het muffle-vel plaatst men een losse trigger en deze sluit men aan op een drummodule. Op deze wijze kan men van een akoestische drumset een volledig elektronisch drumstel maken
3. Steeds vaker worden zelfbouw-drumstellen gebouwd met piëzo-elementen. Dit zijn kleine goedkope schijfjes van een paar centimeter doorsnede en ongeveer 1 mm dik. Ze zijn eenvoudig aan een MIDI-trigger of drummodule aan te sluiten en bovendien, niet onbelangrijk, aanslaggevoelig. Het is dus mogelijk om van een paar drinkpakken een drumstel te maken die bijvoorbeeld wordt bespeeld met chop-sticks.

## Merken

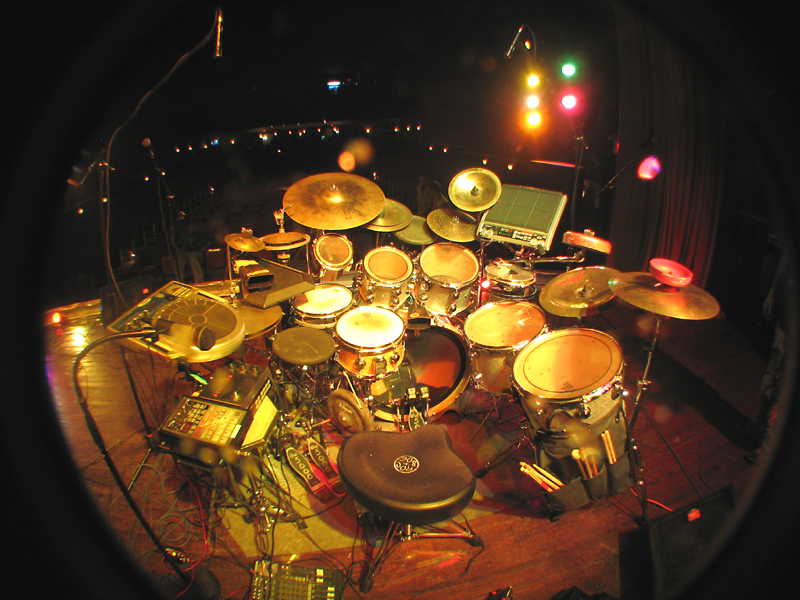
Uitgebreid drumstel, waarin akoestische en elektronische elementen zijn gecombineerd

Enkele bekende drumstelfabrikanten zijn:
- Adams
- DW
- Gretsch
- Ludwig
- Mapex
- Pearl
- Premier
- Roland
- SJC
- Simmons
- Sonor
- Tama
- Thunder
- Truth
- Yamaha

Enkele bekende bekkenfabrikanten zijn:
- Alchemy
- Meinl
- Paiste
- Sabian
- Stagg
- UFIP
- Zildjian
- Meteor
- Soultone